# Округ Бедфорд (Тенеси)
Округ Бедфорд (енгл. Bedford County) је округ у америчкој савезној држави Тенеси.

## Демографија
По попису из 2010. године број становника је 45.058, што је 7.472 (19,9%) становника више него 2000. године.
| Група             | 2000.          | 2010.          |
| Белци             | 31.060 (82,6%) | 35.389 (78,5%) |
| Афроамериканци    | 3.189 (8,5%)   | 3.564 (7,9%)   |
| Азијати           | 170 (0,5%)     | 350 (0,8%)     |
| Хиспаноамериканци | 2.811 (7,5%)   | 5.083 (11,3%)  |
| Укупно            | 37.586         | 45.058         |